# كيت هيك
كيت هيك (بالألمانية: Kati Heck)‏ هي فنانة تشكيلية ألمانية، ولدت في 1979 في دوسلدورف في ألمانيا.